# 松吉伝
『松吉伝』（まつきちでん）は、みなもと太郎の漫画。「風雲児たち外外伝」の枕題が付与されている。

## 概説
作者であるみなもと太郎が、自らの母方祖父である漆原松吉（うるしばら まつきち、1879年 - 1967年）の生涯を題材に執筆した、いわゆるファミリーヒストリータイプの歴史漫画である。とはいえ、作者は本作の内容は全て伝聞取材によるものであり、ゆえに傍証する資料はほとんど現存しえないことを公言している。そのため本作は作者の周囲の人々に取材した内容（証言）を元に構成した極めてフィクションに近似した、それ同様の物語であることを自らアナウンスしている。また改めて内容の正確を期すために再取材を試みても、もはや関係者が高齢および鬼籍入りとなっているために、それがほぼ不可能であることも語られている。
少年画報社の隔月刊歴史漫画雑誌『斬鬼』に2003年から連載されていた作品で、同誌廃刊の翌年10月号（最終号）まで継続された。しかし雑誌の廃刊により同社の他雑誌に拾い上げられることもなく打ち切りとなる。そのため、2008年12月のコミックマーケット75において、作者の同人誌発行サークル「みにゃもと」により連載第1話から第6話までをまとめた同人誌として発刊され、続く2009年12月のコミックマーケット77にてその続編となる連載第7話から9話、そして話を締めくくるための補遺としての描き下ろし番外編を収録した第2巻を発刊することで、本作は完結となった。その後、2014年に復刊ドットコムによって、同人誌版2巻を合本した商用単行本が発刊された。
上述の通り本作のタイトルには『風雲児たち外外伝』の副題があるが、これは本作の前に『斬鬼』で連載していた『挑戦者たち』が『風雲児たち外伝』というスタンスで執筆されていたためである。本作は、後継連載の立場から「風雲児たち外伝」の「さらに外伝」というスタンスをとっており、「外外伝」とはそのことを示す。

## あらすじ
みなもと太郎（浦源太郎）の母方の祖父である松吉は、子どもの目から見てもただならぬ人物だった。松吉は時に、子どもの目から見ても変わった形の包丁と鉈を愛用しており、それらを用いて近所で釣ってきた魚やウナギを玄人さながらに捌いたり、どこからか木材を集めて幼い孫のためにブランコを手作りしたりと、何でもできる人物だった。そんな祖父が愛用していた包丁と鉈が実は、もともと一振の日本刀（軍刀）であったと気付くのは、源太郎が中学生になってからのことである。母曰く祖父は「剣術だって柔術だって乗馬術だって師範級。できない事は何もない」人物であったという。祖父の謎は源太郎の幼心に深く刻まれた。そんな祖父・松吉が亡くなったのは源太郎が漫画家「みなもと太郎」としてデビューする直前である、20歳になった頃。家族で祖父の遺品を整理する中、みなもとはその中に甘粕正彦の写真を見つける。写真の横には祖父が冥土へと赴いた甘粕に宛てたであろう文章が記されていた。そのことを母に問うたみなもと。だが母は、なんでもないようにサラリと「甘粕は死ぬまで松吉の親友であった人」だったのだと言い放つ。ここから、みなもとの祖父・松吉の生涯を追う物語が幕を開ける。

## 登場人物
漆原松吉（うるしばら まつきち）
本作の主人公。作者・みなもと太郎の祖父。1879年、栃木県塩谷郡の喜連川のあたり（現在の栃木県さくら市喜連川周辺）に半呵打ち（親分も子分も持たずに定住して家を構えた博徒）の三男として生まれる。赤貧の中、唯一の娯楽を勉学とし、3～4歳ごろで小学校へと遊びに行っては読書に励み、満10歳で地元小学校（作内では現在の矢板市立矢板小学校とされている。一方でみなもとによる、松吉が教鞭を執っていたのは矢板市立泉小学校だという発言もある）の代用教員の資格をとり、小学校の校長に見込まれてさらなる勉学に励み、校長や兄弟の援助もあって（旧制）作新学院中学に進学し、語学に専念する。しかし経済的な理由による実父の意向で大学進学の道を断たれ、親戚筋の金物屋に丁稚奉公に出るが、後にそれを辞して上京し近衛試験を受けて合格。そのまま軍属として訓練を終えた後に中学時代に培った語学力を見込まれて明石元二郎配下となり、以降は「極秘任務」のために世界中を転々としたと言われる。日露戦争終結後に結婚し憲兵となり甘粕正彦の上司となるも、大正後期に軍を除隊して警察署長に転身し日本統治下の朝鮮半島に派遣される。のちに警察署長を辞して実業家に転身し、甘粕に請われて満州国建国にも何らかの形で関与したとも言われるが、その真偽は明らかになっていない。
戦後においては、実業の世界から去って娘夫婦と同居し、孫である源太郎を可愛がる優しい祖父だった。だが時に怒ると恐ろしく、源太郎が悪戯をした際には真顔で（慣用表現ではなく）実際に孫の腕に高温の灸をすえ、新東宝映画『大虐殺』を見た際には哭くが如くに一日中機嫌を悪くしたという。田中正造を終生において尊敬していたことが、のちに語られた。
みなもと太郎 / 浦源太郎（うら げんたろう）
漆原松吉の孫（娘の子）で、本作の案内人。『風雲児たち』でも見せる独特の語り口で松吉の生涯を追い語るが、松吉の生涯について残存する資料も少ないために苦慮する場面も多い。
漆原清三郎（うるしばら せいざぶろう）
松吉の父。喜連川に家を構えた半呵打ちだが、元は下野国の一地域で名主を務めていた戦国時代より続く名家の生まれ（三男坊）であったと伝えられる。三男坊であったため実家の部屋住みに留まる事を嫌い、家を出て無宿となった挙句に喜連川で半呵打ちになったと言われる。松吉の進学においては地元の校長や自身の上の子供たちに説得されて旧制中学進学までは許したものの、話が大学進学に至るにおいて「これ以上、息子の道楽（当時の一般庶民の感覚としては勉強は道楽以外の何物でもなかった）のために他人様の世話になっては申し訳ない」と、強制的にこれを辞する。
漆原熊太郎（うるしばら くまたろう）
清三郎の長男であり松吉の兄。弟の勉学の才に感嘆し、彼が中学を卒業するまで当時の小中学校の校長と共にこれを支えた。のちに後継ぎの絶えた漆原本家の養子となり、同時に松吉も本家の籍に入れた。この事によって、本来は半呵打ちの子だった松吉は「下野国の漆原家という名家の子」という肩書をもって近衛隊に入隊を許可される。
漆原（福森）トシ（うるしばら / ふくもり トシ）
松吉の中学卒業後の奉公先となった、漆原家の遠縁となる金物屋の娘。松吉の初恋の相手と言われる。松吉の奉公中に資産家の元に嫁ぐが、のちに離縁され、日露戦争後、日本に帰国して憲兵となった松吉に請われ、彼と再婚する。みなもと太郎の祖母に当たる人物。
浦 政行（うら まさゆき）
みなもと太郎の実父。元新聞記者。終戦後に京都に居を構えるが、のちに自分を頼ってきた妻の両親（松吉たち）と同居する事になる。義父である松吉から、晩酌ついでに日露戦争時代の行動を聞き出そうとした折に「酔っぱらいの戯言と思って」聞き「自分が死んでから好きにしろ」との条件付きで証言を語られる。
浦（漆原）美津江（うら / うるしばら みつえ）
みなもと太郎の母。本作における最大の情報ソース。松吉の戸籍上の次女だが、実は長女は松吉の養子（戸籍上は実子）であるため、実質的には松吉とトシの血を引く唯一の実娘とされている。子どもの頃は「漆原閣下のお嬢様」として周囲の大人たちから下にも置かない（作者のみなもと曰く「子どもの教育としては最悪」な）扱いを受けていたらしい。
「番外編」の書かれた2009年12月時点では存命だったが、2016年1月に深川江戸資料館で行われた「新春特別展　みなもと太郎の「風雲児たち」展～漫画でみる幕末 」における作者の講演の中で、「（この講演の）数年前に死去した」と作者は話している。
森尻
ある日、突然みなもとの元を訪ねてきた老人。松吉が警察署長であった頃、京城で社会主義活動に身を投じていた人物。松吉に「主義はどうあれ将来ある若者をむざむざ殺したくはない」という理由によって庇われた、若き学生運動家たちの一人。松吉に庇われた事を一生の恩に刻み、人生のうちに機会があれば節目の報告のために松吉の元を訪ねていたという。みなもとに松吉の偉大さを熱く語って去って行った。
明石元二郎（あかし もとじろう）
日露戦争時の松吉の上司。近衛隊にいた松吉を、その語学力を見込んで引き抜く。その直後より松吉の姿は日本から消えたという。彼の元にいた時の事を松吉は「明石閣下と約束した」という理由で終生その全貌を語ることなく一生を終えた。しかし「明石閣下の業績が知られないのは忍びない」とも考えており、「帝政ロシアを滅ぼしたのは明石閣下の業績では小さな方」「帝政ロシアの諜報機関をまるごと買収した」「明石工作の費用は当時の国家予算の数分の一で、そのことは日本政府でも数人しか知らない」などと断片的に語っている。
東郷平八郎（とうごう へいはちろう）
明石たち（すなわち松吉たち）の防諜戦の結果を聞かされていた代表格として登場。その結果として「必ずやバルチック艦隊を殲滅する」という言葉が飛び出た、と松吉は語った。
甘粕正彦（あまかす まさひこ）
松吉の憲兵時代の部下であり「終生の親友」と互いを呼び呼ばれた人物。本作では、礼儀正しく実直でありながら軽妙洒脱にして多少だが口が回り人好きのする、真面目で無口かつ頑固者だった松吉とは好対照だった人物として描かれている。松吉とは家族ぐるみの付き合いで、同宅に泊まった事も一度や二度ではなかったが、その際にも用意された寝床には行かずに応接室のソファで仮眠をとっていたという。のちに満州国建国のため、朝鮮半島北部にて実業家に転身していた松吉を頼る。満州国の建国直前、松吉の家の玄関にて入れ違いに帰ってきて、すれ違った美津江に「そうだ溥儀のサインを貰ってきてあげようか。今に面白い事になるんだぞ」と口を滑らせ松吉に激怒される。

## 書籍情報
- 風雲児たち外外伝 松吉伝（復刊ドットコム刊、2014年1月24日初版発行）ISBN 978-4-83-545028-5